# HD26559
HD26559 — хімічно пекулярна зоря спектрального класу A2, що має видиму зоряну величину в смузі V приблизно  9,0.
Вона  розташована на відстані близько 1058,9 світлових років від Сонця.